# سنجاب بوته‌ای سبز
سنجاب بوته‌ای سبز (نام علمی: Paraxerus poensis) نام گونه‌ای از سرده سنجاب بوته‌ای آفریقایی است.